# Campeonato Europeo Femenino Sub-17 de la UEFA 2014-15
El Campeonato Europeo Femenino Sub-17 de la UEFA 2015 es la octava edición de este torneo organizado por la UEFA. Será la segunda edición en que su final se realice fuera de Nyon, Suiza ya que en esta oportunidad se realizará en Islandia.

## Ronda de clasificación
Cuarenta selecciones participarán en esta ronda. Habrá diez grupos de cuatro países cada uno. Las ganadoras de cada grupo junto a las diez mejores segundas y la tercera mejor selección entre su balance entre la primera y segunda clasificada de cada grupo, se clasificarán para jugar la Ronda Élite.
Clasificadas directamente para la segunda ronda de clasificación: Alemania, Francia y España, por tener mejor coeficiente.
Clasificada directamente para la fase final: Islandia (anfitriona)
El sorteo se realizó el 20 de noviembre de 2013 en Nyon, Suiza.

### Grupo 1
País anfitrión: Bulgaria
| Equipo     | Pts | PJ | PG | PE | PP | GF | GC | Dif |
| ---------- | --- | -- | -- | -- | -- | -- | -- | --- |
| Inglaterra | 9   | 3  | 3  | 0  | 0  | 18 | 1  | 17  |
| Rusia      | 6   | 3  | 2  | 0  | 1  | 9  | 5  | 4   |
| Bulgaria   | 3   | 3  | 1  | 0  | 2  | 2  | 6  | -4  |
| Moldavia   | 0   | 3  | 0  | 0  | 3  | 1  | 18 | -17 |

| 26 de octubre de 2014, 14:00 | Inglaterra | 9:0 | Moldavia | [[ ]], Albena, Bulgaria  |  |
|                              |            |     |          | Árbitro(s): [[ ]], [[ ]] |  |

| 26 de octubre de 2014, 14:00 | Rusia | 1:0 | Bulgaria | [[ ]], Kavarna, Bulgaria |  |
|                              |       |     |          | Árbitro(s): [[ ]], [[ ]] |  |

| 28 de octubre de 2014, 14:00 | Inglaterra | 5:0 | Bulgaria | [[ ]], Kavarna, Bulgaria |  |
|                              |            |     |          | Árbitro(s): [[ ]], [[ ]] |  |

| 28 de octubre de 2014, 14:00 | Moldavia | 1:7 | Rusia | [[ ]], Albena, Bulgaria  |  |
|                              |          |     |       | Árbitro(s): [[ ]], [[ ]] |  |

| 31 de octubre de 2014, 14:00 | Rusia | 1:4 | Inglaterra | [[ ]], Albena, Bulgaria  |  |
|                              |       |     |            | Árbitro(s): [[ ]], [[ ]] |  |

| 31 de octubre de 2014, 14:00 | Bulgaria | 2:0 | Moldavia | [[ ]], Kavarna, Bulgaria |  |
|                              |          |     |          | Árbitro(s): [[ ]], [[ ]] |  |

### Grupo 2
País anfitrión: Estonia
| Equipo               | Pts | PJ | PG | PE | PP | GF | GC | Dif |
| -------------------- | --- | -- | -- | -- | -- | -- | -- | --- |
| Finlandia            | 9   | 3  | 3  | 0  | 0  | 19 | 0  | 19  |
| Polonia              | 6   | 3  | 2  | 0  | 1  | 9  | 2  | 7   |
| Bosnia y Herzegovina | 3   | 3  | 1  | 0  | 2  | 1  | 13 | -12 |
| Estonia              | 0   | 3  | 0  | 0  | 3  | 0  | 14 | -14 |

| 17 de octubre de 2014, 15:00 | Polonia | 5:0 | Estonia | Kadriorg, Tallin, Estonia              |  |
|                              |         |     |         | Árbitro(s): Beatriz Gil Gozalo, España |  |

| 17 de octubre de 2014, 15:00 | Finlandia | 9:0 | Bosnia y Herzegovina | Rakvere, Rakvere, Estonia                   |  |
|                              |           |     |                      | Árbitro(s): Elvira Nurmustafina, Kazajistán |  |

| 19 de octubre de 2014, 15:00 | Polonia | 4:0 | Bosnia y Herzegovina | Rakvere, Rakvere, Estonia            |  |
|                              |         |     |                      | Árbitro(s): Ivana Martinčić, Croacia |  |

| 19 de octubre de 2014, 15:00 | Estonia | 0:8 | Finlandia | Kadriorg, Tallin, Estonia                   |  |
|                              |         |     |           | Árbitro(s): Elvira Nurmustafina, Kazajistán |  |

| 22 de octubre de 2014, 15:00 | Finlandia | 2:0 | Polonia | Rakvere, Rakvere Estonia               |  |
|                              |           |     |         | Árbitro(s): Beatriz Gil Gozalo, España |  |

| 22 de octubre de 2014, 15:00 | Bosnia y Herzegovina | 1:0 | Estonia | Kadriorg, Tallin, Estonia            |  |
|                              |                      |     |         | Árbitro(s): Ivana Martinčić, Croacia |  |

### Grupo 3
País anfitrión: Hungría
| Equipo     | Pts | PJ | PG | PE | PP | GF | GC | Dif |
| ---------- | --- | -- | -- | -- | -- | -- | -- | --- |
| Suiza      | 9   | 3  | 3  | 0  | 0  | 10 | 1  | 9   |
| Hungría    | 6   | 3  | 2  | 0  | 1  | 5  | 4  | 1   |
| Portugal   | 3   | 3  | 1  | 0  | 2  | 3  | 4  | -1  |
| Azerbaiyán | 0   | 3  | 0  | 0  | 3  | 1  | 10 | -9  |

| 11 de octubre de 2014, 13:30 | Suiza | 5:0 | Azerbaiyán | Bük , Buk, Hungría                        |  |
|                              |       |     |            | Árbitro(s): Julia-Stefanie Baier, Austria |  |

| 11 de octubre de 2014, 13:30 | Hungría | 2:0 | Portugal | Király Sportcentre, Szombathely, Hungría     |  |
|                              |         |     |          | Árbitro(s): Eliska Kramlova, República Checa |  |

| 13 de octubre de 2014, 13:30 | Suiza | 2:1 | Portugal | Király Sportcentre, Szombathely, Hungría |  |
|                              |       |     |          | Árbitro(s): Dimitrina Milkova, Bulgaria  |  |

| 13 de octubre de 2014, 13:30 | Azerbaiyán | 1:3 | Hungría | Bük , Buk, Hungría                           |  |
|                              |            |     |         | Árbitro(s): Eliska Kramlova, República Checa |  |

| 16 de octubre de 2014, 13:30 | Hungría | 0:3 | Suiza | Király Sportcentre , Szombathely Hungría  |  |
|                              |         |     |       | Árbitro(s): Julia-Stefanie Baier, Austria |  |

| 16 de octubre de 2014, 13:30 | Portugal | 2:0 | Azerbaiyán | Bük, Buk, Hungría                       |  |
|                              |          |     |            | Árbitro(s): Dimitrina Milkova, Bulgaria |  |

### Grupo 4
País anfitrión: Serbia
| Equipo   | Pts | PJ | PG | PE | PP | GF | GC | Dif |
| -------- | --- | -- | -- | -- | -- | -- | -- | --- |
| Irlanda  | 7   | 3  | 2  | 1  | 0  | 5  | 1  | 4   |
| Serbia   | 5   | 3  | 1  | 2  | 0  | 6  | 3  | 3   |
| Rumania  | 2   | 3  | 0  | 2  | 1  | 4  | 6  | -2  |
| Lituania | 1   | 3  | 0  | 1  | 2  | 4  | 9  | -5  |

| 17 de octubre de 2014, 14:00 | República de Irlanda | 2:0 | Lituania | Gradski, Subotica, Serbia              |  |
|                              |                      |     |          | Árbitro(s): Virginie Derouaux, Bélgica |  |

| 17 de octubre de 2014, 14:00 | Serbia | 1:1 | Rumanía | Backa, Subotica, Serbia                   |  |
|                              |        |     |         | Árbitro(s): Irina Turovskaya, Bielorrusia |  |

| 19 de octubre de 2014, 14:00 | República de Irlanda | 2:0 | Rumanía | Backa, Subotica, Serbia               |  |
|                              |                      |     |         | Árbitro(s): Liudmyla Telbukh, Ucrania |  |

| 19 de octubre de 2014, 14:00 | Lituania | 1:4 | Serbia | Gradski, Subotica, Serbia                 |  |
|                              |          |     |        | Árbitro(s): Irina Turovskaya, Bielorrusia |  |

| 22 de octubre de 2014, 14:00 | Rumanía | 3:3 | Lituania | Gradski, Subotica, Serbia             |  |
|                              |         |     |          | Árbitro(s): Liudmyla Telbukh, Ucrania |  |

| 22 de octubre de 2014, 14:00 | Serbia | 1:1 | República de Irlanda | Backa, Subotica, Serbia                |  |
|                              |        |     |                      | Árbitro(s): Virginie Derouaux, Bélgica |  |

### Grupo 5
País anfitrión: Austria
| Equipo            | Pts | PJ | PG | PE | PP | GF | GC | Dif |
| ----------------- | --- | -- | -- | -- | -- | -- | -- | --- |
| Austria           | 9   | 3  | 3  | 0  | 0  | 13 | 2  | 11  |
| República Checa   | 6   | 3  | 2  | 0  | 1  | 6  | 3  | 3   |
| Irlanda del Norte | 3   | 3  | 1  | 0  | 2  | 3  | 10 | -7  |
| Ucrania           | 0   | 3  | 0  | 0  | 3  | 6  | 13 | -7  |

| 18 de octubre de 2014, 15:00 | República Checa | 4:2 | Ucrania | Sportzentrum, Trumau, Austria         |  |
|                              |                 |     |         | Árbitro(s): Sarah Garratt, Inglaterra |  |

| 18 de octubre de 2014, 15:00 | Austria | 6:0 | Irlanda del Norte | Lindabrunn, Lindabrunn, Austria          |  |
|                              |         |     |                   | Árbitro(s): Vivian Peeters, Países Bajos |  |

| 20 de octubre de 2014, 11:00 | República Checa | 2:0 | Irlanda del Norte | Lindabrunn, Lindabrunn, Austria     |  |
|                              |                 |     |                   | Árbitro(s): Viola Raudziņa, Letonia |  |

| 20 de octubre de 2014, 18:00 | Ucrania | 2:6 | Austria | Sport- und Freizeitzentrum Traiskirchen, Traiskirchen, Austria |  |
|                              |         |     |         | Árbitro(s): Vivian Peeters, Países Bajos                       |  |

| 23 de octubre de 2014, 15:15 | Austria | 1:0 | República Checa | Lindabrunn, Lindabrunn, Austria       |  |
|                              |         |     |                 | Árbitro(s): Sarah Garratt, Inglaterra |  |

| 23 de octubre de 2014, 18:00 | Irlanda del Norte | 3:2 | Ucrania | Sportzentrum, Trumau, Austria       |  |
|                              |                   |     |         | Árbitro(s): Viola Raudziņa, Letonia |  |

### Grupo 6
País anfitrión: Croacia
| Equipo     | Pts | PJ | PG | PE | PP | GF | GC | Dif |
| ---------- | --- | -- | -- | -- | -- | -- | -- | --- |
| Escocia    | 9   | 3  | 3  | 0  | 0  | 15 | 1  | 14  |
| Suecia     | 6   | 3  | 2  | 0  | 1  | 12 | 4  | 8   |
| Croacia    | 3   | 3  | 1  | 0  | 2  | 3  | 8  | -5  |
| Montenegro | 0   | 3  | 0  | 0  | 3  | 0  | 17 | -17 |

| 9 de octubre de 2014, 11:00 | Suecia | 5:1 | Croacia | Veli Jozc,, Poreč, Croacia                  |  |
|                             |        |     |         | Árbitro(s): Agnieszka Plaskocinska, Polonia |  |

| 9 de octubre de 2014, 15:00 | Escocia | 9:0 | Montenegro | Veli Jozc,, Poreč, Croacia            |  |
|                             |         |     |            | Árbitro(s): Kseniya Goryacheva, Rusia |  |

| 11 de octubre de 2014, 11:00 | Suecia | 6:0 | Montenegro | Veli Jozc,, Poreč, Croacia          |  |
|                              |        |     |            | Árbitro(s): Galiya Echeva, Bulgaria |  |

| 11 de octubre de 2014, 15:00 | Croacia | 0:3 | Escocia | Veli Jozc,, Poreč, Croacia            |  |
|                              |         |     |         | Árbitro(s): Kseniya Goryacheva, Rusia |  |

| 14 de octubre de 2014, 11:00 | Montenegro | 0:2 | Croacia | Laco, Novigrad, Croacia             |  |
|                              |            |     |         | Árbitro(s): Galiya Echeva, Bulgaria |  |

| 14 de octubre de 2014, 11:00 | Escocia | 3:1 | Suecia | Veli Jozc,, Poreč, Croacia                  |  |
|                              |         |     |        | Árbitro(s): Agnieszka Plaskocinska, Polonia |  |

### Grupo 7
País anfitrión: Letonia
| Equipo      | Pts | PJ | PG | PE | PP | GF | GC | Dif |
| ----------- | --- | -- | -- | -- | -- | -- | -- | --- |
| Bélgica     | 9   | 3  | 3  | 0  | 0  | 10 | 0  | 10  |
| Bielorrusia | 6   | 3  | 2  | 0  | 1  | 8  | 2  | 6   |
| Gales       | 3   | 3  | 1  | 0  | 2  | 3  | 7  | -4  |
| Letonia     | 0   | 3  | 0  | 0  | 3  | 0  | 12 | -12 |

| 6 de octubre de 2014, 12:00 | Gales | 0:2 | Bielorrusia | Rīgas Hanzas Vidusskola, Riga, Letonia        |  |
|                             |       |     |             | Árbitro(s): Ivana Vlaić, Bosnia y Herzegovina |  |

| 6 de octubre de 2014, 16:00 | Bélgica | 3:0 | Letonia | Rīgas Hanzas Vidusskola,, Riga, Letonia |  |
|                             |         |     |         | Árbitro(s): Barbara Bollenberg, Austria |  |

| 8 de octubre de 2014, 12:00 | Bélgica | 2:0 | Bielorrusia | Rīgas Hanzas Vidusskola,, Riga, Letonia |  |
|                             |         |     |             | Árbitro(s): Marta Frias Acedo, España   |  |

| 8 de octubre de 2014, 16:00 | Letonia | 0:3 | Gales | Rīgas Hanzas Vidusskola,, Riga, Letonia       |  |
|                             |         |     |       | Árbitro(s): Ivana Vlaić, Bosnia y Herzegovina |  |

| 11 de octubre de 2014, 14:00 | Gales | 0:5 | Bélgica | Olaines pilsētas stadions, Olaine, Letonia |  |
|                              |       |     |         | Árbitro(s): Barbara Bollenberg, Austria    |  |

| 11 de octubre de 2014, 14:00 | Bielorrusia | 6:0 | Letonia | Rīgas Hanzas Vidusskola,, Riga, Letonia |  |
|                              |             |     |         | Árbitro(s): Marta Frias Acedo, España   |  |

### Grupo 8
País anfitrión: Macedonia
| Equipo              | Pts | PJ | PG | PE | PP | GF | GC | Dif |
| ------------------- | --- | -- | -- | -- | -- | -- | -- | --- |
| Dinamarca           | 9   | 3  | 3  | 0  | 0  | 23 | 0  | 23  |
| Turquía             | 6   | 3  | 2  | 0  | 1  | 10 | 2  | 8   |
| Macedonia del Norte | 3   | 3  | 1  | 0  | 2  | 1  | 15 | -14 |
| Kazajistán          | 0   | 3  | 0  | 0  | 3  | 0  | 17 | -17 |

| 16 de octubre de 2014, 13:30 | Dinamarca | 10:0 | Macedonia | FFM Training Centre, Skopje, Macedonia |  |
|                              |           |      |           | Árbitro(s): Ifeoma Kulmala, Finlandia  |  |

| 16 de octubre de 2014, 13:30 | Turquía | 5:0 | Kazajistán | Boris Trajkovski, Skopje, Macedonia     |  |
|                              |         |     |            | Árbitro(s): Aleksandra Česen, Eslovenia |  |

| 18 de octubre de 2014, 13:30 | Dinamarca | 11:0 | Kazajistán | Boris Trajkovski, Skopje, Macedonia    |  |
|                              |           |      |            | Árbitro(s): Ruzanna Petrosyan, Armenia |  |

| 18 de octubre de 2014, 13:30 | Macedonia | 0:5 | Turquía | FFM Training Centre, Skopje, Macedonia  |  |
|                              |           |     |         | Árbitro(s): Aleksandra Česen, Eslovenia |  |

| 21 de octubre de 2014, 13:30 | Turquía | 0:2 | Dinamarca | Boris Trajkovski, Skopje, Macedonia   |  |
|                              |         |     |           | Árbitro(s): Ifeoma Kulmala, Finlandia |  |

| 21 de octubre de 2014, 13:30 | Kazajistán | 0:1 | Macedonia | FFM Training Centre, Skopje, Macedonia |  |
|                              |            |     |           | Árbitro(s): Ruzanna Petrosyan, Armenia |  |

### Grupo 9
País anfitrión: Islas Feroe
| Equipo      | Pts | PJ | PG | PE | PP | GF | GC | Dif |
| ----------- | --- | -- | -- | -- | -- | -- | -- | --- |
| Italia      | 9   | 3  | 3  | 0  | 0  | 7  | 0  | 7   |
| Noruega     | 6   | 3  | 2  | 0  | 1  | 5  | 2  | 3   |
| Grecia      | 3   | 3  | 1  | 0  | 2  | 3  | 2  | 1   |
| Islas Feroe | 0   | 3  | 0  | 0  | 3  | 0  | 11 | -11 |

| 25 de septiembre de 2014, 13:00 | Italia | 4:0 | Islas Feroe | Tórsvøllur, Tórshavn, Islas Feroe |  |
|                                 |        |     |             | Árbitro(s): Lois Otte, Bélgica    |  |

| 25 de septiembre de 2014, 18:00 | Noruega | 1:0 | Grecia | Tórsvøllur, Tórshavn, Islas Feroe              |  |
|                                 |         |     |        | Árbitro(s): Tania Fernandes Morais, Luxemburgo |  |

| 27 de septiembre de 2014, 13:00 | Noruega | 4:0 | Islas Feroe | Tórsvøllur, Tórshavn, Islas Feroe        |  |
|                                 |         |     |             | Árbitro(s): Irena Velevačkoska, Moldavia |  |

| 27 de septiembre de 2014, 18:00 | Grecia | 0:1 | Italia | Tórsvøllur, Tórshavn, Islas Feroe |  |
|                                 |        |     |        | Árbitro(s): Lois Otte, Bélgica    |  |

| 30 de septiembre de 2014, 11:00 | Italia | 2:0 | Noruega | Tórsvøllur, Tórshavn, Islas Feroe              |  |
|                                 |        |     |         | Árbitro(s): Tania Fernandes Morais, Luxemburgo |  |

| 30 de septiembre de 2014, 11:00 | Islas Feroe | 0:3 | Grecia | Toftir, Toftir, Islas Feroe              |  |
|                                 |             |     |        | Árbitro(s): Irena Velevačkoska, Moldavia |  |

### Grupo 10
País anfitrión: Eslovenia
| Equipo       | Pts | PJ | PG | PE | PP | GF | GC | Dif |
| ------------ | --- | -- | -- | -- | -- | -- | -- | --- |
| Países Bajos | 7   | 3  | 2  | 1  | 0  | 7  | 3  | 4   |
| Eslovaquia   | 6   | 3  | 2  | 0  | 1  | 4  | 3  | 1   |
| Israel       | 3   | 3  | 1  | 0  | 2  | 2  | 4  | -2  |
| Eslovenia    | 1   | 3  | 0  | 1  | 2  | 3  | 6  | -3  |

| 22 de octubre de 2014, 15:00 | Países Bajos | 3:0 | Israel | ŠRC Bakovci Stadium, Bakovci, Eslovenia |  |
|                              |              |     |        | Árbitro(s): Lorraine Clark, Escocia     |  |

| 22 de octubre de 2014, 15:00 | Eslovenia | 1:2 | Eslovaquia | Sportni Park, Beltinci, Eslovenia       |  |
|                              |           |     |            | Árbitro(s): Valentina Garoffolo, Italia |  |

| 24 de octubre de 2014, 15:00 | Países Bajos | 2:1 | Eslovaquia | Sportni Park, Beltinci, Eslovenia         |  |
|                              |              |     |            | Árbitro(s): Sabayel Gurbanova, Azerbaiyán |  |

| 24 de octubre de 2014, 15:00 | Israel | 2:0 | Eslovenia | ŠRC Bakovci Stadium, Bakovci, Eslovenia |  |
|                              |        |     |           | Árbitro(s): Valentina Garoffolo, Italia |  |

| 27 de octubre de 2014, 14:00 | Eslovenia | 2:2 | Países Bajos | Sportni Park, Beltinci, Eslovenia   |  |
|                              |           |     |              | Árbitro(s): Lorraine Clark, Escocia |  |

| 27 de octubre de 2014, 14:00 | Eslovaquia | 1:0 | Israel | ŠRC Bakovci Stadium, Bakovci, Eslovenia   |  |
|                              |            |     |        | Árbitro(s): Sabayel Gurbanova, Azerbaiyán |  |

### Ranking de los terceros puestos
El mejor tercer puesto de los 10 grupos pasará a la siguiente ronda junto a los 2 mejores de cada grupo. (tras sus enfrentamientos contra los dos primeros combinados nacionales en su grupo.) Quien participará en la Ronda Élite será Rumania
| Grp | Equipo               | PJ | PG | PE | PP | GF | GC | DG  | Pts |
| --- | -------------------- | -- | -- | -- | -- | -- | -- | --- | --- |
| 4   | Rumania              | 2  | 0  | 1  | 1  | 1  | 3  | –2  | 1   |
| 9   | Grecia               | 2  | 0  | 0  | 2  | 0  | 2  | –2  | 0   |
| 3   | Portugal             | 2  | 0  | 0  | 2  | 1  | 4  | –3  | 0   |
| 10  | Israel               | 2  | 0  | 0  | 2  | 0  | 4  | –4  | 0   |
| 1   | Bulgaria             | 2  | 0  | 0  | 2  | 0  | 6  | –6  | 0   |
| 6   | Croacia              | 2  | 0  | 0  | 2  | 1  | 8  | –7  | 0   |
| 7   | Gales                | 2  | 0  | 0  | 2  | 0  | 7  | –7  | 0   |
| 5   | Irlanda del Norte    | 2  | 0  | 0  | 2  | 0  | 8  | –8  | 0   |
| 2   | Bosnia y Herzegovina | 2  | 0  | 0  | 2  | 0  | 13 | –13 | 0   |
| 8   | Macedonia del Norte  | 2  | 0  | 0  | 2  | 0  | 15 | –15 | 0   |

## Ronda Élite
El sorteo se realizó el 19 de noviembre de 2014 en Nyon, Suiza.
Pasan a la siguiente ronda las ganadoras de grupo, junto al mejor segundo lugar de los seis grupos.

### Grupo 1
País anfitrión: Turquía
| Equipo    | Pts | PJ | PG | PE | PP | GF | GC | Dif |
| --------- | --- | -- | -- | -- | -- | -- | -- | --- |
| Suiza     | 9   | 3  | 3  | 0  | 0  | 16 | 1  | 15  |
| Serbia    | 3   | 3  | 1  | 0  | 2  | 4  | 10 | -6  |
| Finlandia | 3   | 3  | 1  | 0  | 2  | 3  | 7  | -4  |
| Turquía   | 3   | 3  | 1  | 0  | 2  | 2  | 7  | -5  |

| 11 de abril de 2015, 00:00 | Finlandia | 1:2 | Turquía | [[ ]], [[ ]], Turquía    |  |
|                            |           |     |         | Árbitro(s): [[ ]], [[ ]] |  |

| 11 de abril de 2015, 00:00 | Suiza | 8:1 | Serbia | [[ ]], [[ ]], Turquía    |  |
|                            |       |     |        | Árbitro(s): [[ ]], [[ ]] |  |

| 13 de abril de 2015, 00:00 | Finlandia | 2:1 | Serbia | [[ ]], [[ ]], Turquía    |  |
|                            |           |     |        | Árbitro(s): [[ ]], [[ ]] |  |

| 13 de abril de 2015, 00:00 | Turquía | 0:4 | Suiza | [[ ]], [[ ]], Turquía    |  |
|                            |         |     |       | Árbitro(s): [[ ]], [[ ]] |  |

| 16 de abril de 2015, 00:00 | Suiza | 4:0 | Finlandia | [[ ]], [[ ]], Turquía    |  |
|                            |       |     |           | Árbitro(s): [[ ]], [[ ]] |  |

| 16 de abril de 2015, 00:00 | Serbia | 2:0 | Turquía | [[ ]], [[ ]], Turquía    |  |
|                            |        |     |         | Árbitro(s): [[ ]], [[ ]] |  |

### Grupo 2
País anfitrión: República de Irlanda
| Equipo       | Pts | PJ | PG | PE | PP | GF | GC | Dif |
| ------------ | --- | -- | -- | -- | -- | -- | -- | --- |
| Inglaterra   | 6   | 3  | 2  | 0  | 1  | 6  | 3  | 3   |
| Irlanda      | 5   | 3  | 1  | 2  | 0  | 2  | 0  | 2   |
| Países Bajos | 4   | 3  | 1  | 1  | 1  | 5  | 3  | 2   |
| Hungría      | 1   | 3  | 0  | 1  | 2  | 2  | 9  | -7  |

| 9 de abril de 2015, 00:00 | Países Bajos | 5:1 | Hungría | [[ ]], [[ ]], República de Irlanda |  |
|                           |              |     |         | Árbitro(s): [[ ]], [[ ]]           |  |

| 9 de abril de 2015, 00:00 | Inglaterra | 0:2 | República de Irlanda | [[ ]], [[ ]], República de Irlanda |  |
|                           |            |     |                      | Árbitro(s): [[ ]], [[ ]]           |  |

| 11 de abril de 2015, 00:00 | República de Irlanda | 0:0 | Países Bajos | [[ ]], [[ ]], República de Irlanda |  |
|                            |                      |     |              | Árbitro(s): [[ ]], [[ ]]           |  |

| 11 de abril de 2015, 00:00 | Inglaterra | 4:1 | Hungría | [[ ]], [[ ]], República de Irlanda |  |
|                            |            |     |         | Árbitro(s): [[ ]], [[ ]]           |  |

| 14 de abril de 2015, 00:00 | Países Bajos | 0:2 | Inglaterra | [[ ]], [[ ]], República de Irlanda |  |
|                            |              |     |            | Árbitro(s): [[ ]], [[ ]]           |  |

| 14 de abril de 2015, 00:00 | Hungría | 0:0 | República de Irlanda | [[ ]], [[ ]], República de Irlanda |  |
|                            |         |     |                      | Árbitro(s): [[ ]], [[ ]]           |  |

### Grupo 3
País anfitrión: Italia
| Equipo          | Pts | PJ | PG | PE | PP | GF | GC | Dif |
| --------------- | --- | -- | -- | -- | -- | -- | -- | --- |
| Alemania        | 9   | 3  | 3  | 0  | 0  | 16 | 1  | 15  |
| República Checa | 6   | 3  | 2  | 0  | 1  | 6  | 6  | 0   |
| Italia          | 3   | 3  | 1  | 0  | 2  | 2  | 6  | -4  |
| Bielorrusia     | 0   | 3  | 0  | 0  | 3  | 1  | 12 | -11 |

| 9 de abril de 2015, 00:00 | Alemania | 6:0 | Bielorrusia | [[ ]], [[ ]], Italia     |  |
|                           |          |     |             | Árbitro(s): [[ ]], [[ ]] |  |

| 9 de abril de 2015, 00:00 | Italia | 0:1 | República Checa | [[ ]], [[ ]], Italia     |  |
|                           |        |     |                 | Árbitro(s): [[ ]], [[ ]] |  |

| 11 de abril de 2015, 00:00 | Alemania | 5:1 | República Checa | [[ ]], [[ ]], Italia     |  |
|                            |          |     |                 | Árbitro(s): [[ ]], [[ ]] |  |

| 11 de abril de 2015, 00:00 | Bielorrusia | 0:2 | Italia | [[ ]], [[ ]], Italia     |  |
|                            |             |     |        | Árbitro(s): [[ ]], [[ ]] |  |

| 14 de abril de 2015, 00:00 | Italia | 0:5 | Alemania | [[ ]], [[ ]], Italia     |  |
|                            |        |     |          | Árbitro(s): [[ ]], [[ ]] |  |

| 14 de abril de 2015, 00:00 | República Checa | 4:1 | Bielorrusia | [[ ]], [[ ]], Italia     |  |
|                            |                 |     |             | Árbitro(s): [[ ]], [[ ]] |  |

### Grupo 4
País anfitrión: Rusia
| Equipo  | Pts | PJ | PG | PE | PP | GF | GC | Dif |
| ------- | --- | -- | -- | -- | -- | -- | -- | --- |
| España  | 9   | 3  | 3  | 0  | 0  | 12 | 0  | 12  |
| Bélgica | 6   | 3  | 2  | 0  | 1  | 6  | 4  | 2   |
| Rumania | 3   | 3  | 1  | 0  | 2  | 5  | 12 | -7  |
| Rusia   | 0   | 3  | 0  | 0  | 3  | 2  | 9  | -7  |

| 22 de marzo de 2015, 00:00 | Bélgica | 5:0 | Rumanía | [[ ]], [[ ]], Rusia      |  |
|                            |         |     |         | Árbitro(s): [[ ]], [[ ]] |  |

| 22 de marzo de 2015, 00:00 | España | 3:0 | Rusia | [[ ]], [[ ]], Rusia      |  |
|                            |        |     |       | Árbitro(s): [[ ]], [[ ]] |  |

| 24 de marzo de 2015, 00:00 | España | 5:0 | Rumanía | [[ ]], [[ ]], Rusia      |  |
|                            |        |     |         | Árbitro(s): [[ ]], [[ ]] |  |

| 24 de marzo de 2015, 00:00 | Rusia | 0:1 | Bélgica | [[ ]], [[ ]], Rusia      |  |
|                            |       |     |         | Árbitro(s): [[ ]], [[ ]] |  |

| 27 de marzo de 2015, 00:00 | Bélgica | 0:4 | España | [[ ]], [[ ]], Rusia      |  |
|                            |         |     |        | Árbitro(s): [[ ]], [[ ]] |  |

| 27 de marzo de 2015, 00:00 | Rumanía | 5:2 | Rusia | [[ ]], [[ ]], Rusia      |  |
|                            |         |     |       | Árbitro(s): [[ ]], [[ ]] |  |

### Grupo 5
País anfitrión: Austria
| Equipo    | Pts | PJ | PG | PE | PP | GF | GC | Dif |
| --------- | --- | -- | -- | -- | -- | -- | -- | --- |
| Noruega   | 7   | 3  | 2  | 1  | 0  | 5  | 3  | 2   |
| Suecia    | 5   | 3  | 1  | 2  | 0  | 3  | 2  | 1   |
| Austria   | 3   | 3  | 1  | 0  | 2  | 3  | 4  | -1  |
| Dinamarca | 1   | 3  | 0  | 1  | 2  | 1  | 3  | -2  |

| 11 de abril de 2015, 00:00 | Dinamarca | 1:1 | Suecia | [[ ]], [[ ]], Austria    |  |
|                            |           |     |        | Árbitro(s): [[ ]], [[ ]] |  |

| 11 de abril de 2015, 00:00 | Austria | 2:3 | Noruega | [[ ]], [[ ]], Austria    |  |
|                            |         |     |         | Árbitro(s): [[ ]], [[ ]] |  |

| 13 de abril de 2015, 00:00 | Dinamarca | 0:1 | Noruega | [[ ]], [[ ]], Austria    |  |
|                            |           |     |         | Árbitro(s): [[ ]], [[ ]] |  |

| 13 de abril de 2015, 00:00 | Suecia | 1:0 | Austria | [[ ]], [[ ]], Austria    |  |
|                            |        |     |         | Árbitro(s): [[ ]], [[ ]] |  |

| 16 de abril de 2015, 00:00 | Austria | 1:0 | Dinamarca | [[ ]], [[ ]], Austria    |  |
|                            |         |     |           | Árbitro(s): [[ ]], [[ ]] |  |

| 16 de abril de 2015, 00:00 | Noruega | 1:1 | Suecia | [[ ]], [[ ]], Austria    |  |
|                            |         |     |        | Árbitro(s): [[ ]], [[ ]] |  |

### Grupo 6
País anfitrión: Polonia
| Equipo     | Pts | PJ | PG | PE | PP | GF | GC | Dif |
| ---------- | --- | -- | -- | -- | -- | -- | -- | --- |
| Francia    | 9   | 3  | 3  | 0  | 0  | 6  | 1  | 5   |
| Escocia    | 6   | 3  | 2  | 0  | 1  | 4  | 3  | 1   |
| Polonia    | 3   | 3  | 1  | 0  | 2  | 2  | 3  | -1  |
| Eslovaquia | 0   | 3  | 0  | 0  | 3  | 0  | 5  | -5  |

| 23 de marzo de 2015, 00:00 | Escocia | 2:0 | Eslovaquia | [[ ]], [[ ]], Polonia    |  |
|                            |         |     |            | Árbitro(s): [[ ]], [[ ]] |  |

| 23 de marzo de 2015, 00:00 | Francia | 2:0 | Polonia | [[ ]], [[ ]], Polonia    |  |
|                            |         |     |         | Árbitro(s): [[ ]], [[ ]] |  |

| 25 de marzo de 2015, 00:00 | Polonia | 0:1 | Escocia | [[ ]], [[ ]], Polonia    |  |
|                            |         |     |         | Árbitro(s): [[ ]], [[ ]] |  |

| 25 de marzo de 2015, 00:00 | Francia | 1:0 | Eslovaquia | [[ ]], [[ ]], Polonia    |  |
|                            |         |     |            | Árbitro(s): [[ ]], [[ ]] |  |

| 28 de marzo de 2015, 00:00 | Escocia | 1:3 | Francia | [[ ]], [[ ]], Polonia    |  |
|                            |         |     |         | Árbitro(s): [[ ]], [[ ]] |  |

| 28 de marzo de 2015, 00:00 | Eslovaquia | 0:2 | Polonia | [[ ]], [[ ]], Polonia    |  |
|                            |            |     |         | Árbitro(s): [[ ]], [[ ]] |  |

### Ranking de los segundos puestos
El mejor segundo lugar de los 6 grupos pasará a la siguiente ronda junto a los ganadores de cada grupo. (Se contabilizan los resultados obtenidos en contra de los ganadores y los terceros clasificados de cada grupo). Clasificó República de Irlanda
| Grp | Equipo          | PJ | PG | PE | PP | GF | GC | DG | Pts |
| --- | --------------- | -- | -- | -- | -- | -- | -- | -- | --- |
| 2   | Irlanda         | 2  | 1  | 1  | 0  | 2  | 0  | 2  | 4   |
| 5   | Suecia          | 2  | 1  | 1  | 0  | 2  | 1  | 1  | 4   |
| 4   | Bélgica         | 2  | 1  | 0  | 1  | 5  | 4  | 1  | 3   |
| 6   | Escocia         | 2  | 1  | 0  | 1  | 2  | 3  | -1 | 3   |
| 3   | República Checa | 2  | 1  | 0  | 1  | 2  | 5  | -3 | 3   |
| 1   | Serbia          | 2  | 0  | 0  | 2  | 2  | 10 | -8 | 0   |

## Fase Final de Grupos
Por segunda vez, el número de selecciones participantes pasará de cuatro a ocho y se celebrará en Islandia.
El sorteo se realizó en Reikiavik, Islandia, el 29 de abril de 2015

### Grupo A
| Equipo     | Pts | PJ | PG | PE | PP | GF | GC | Dif |
| ---------- | --- | -- | -- | -- | -- | -- | -- | --- |
| España     | 7   | 3  | 2  | 1  | 0  | 7  | 1  | 6   |
| Alemania   | 6   | 3  | 2  | 0  | 1  | 10 | 4  | 6   |
| Inglaterra | 4   | 3  | 1  | 1  | 1  | 4  | 7  | -3  |
| Islandia   | 0   | 3  | 0  | 0  | 3  | 1  | 10 | -9  |

| 22 de junio de 2015, 15:00 | Inglaterra | 1:1 (0:0) | España     | Grindavíkurvöllur, Grindavík, Islandia |                             |
|                            | Cross 51'  | Reporte   | García 54' | Árbitro(s): Ivana Martinčić            | Árbitro(s): Ivana Martinčić |

| 22 de junio de 2015, 21:00 | Islandia | 0:5 (0:2) | Alemania                                                 | Grindavíkurvöllur, Grindavík, Islandia |                                |
|                            |          | Reporte   | Krug 5' · Sanders 35' 43' · Dallmann 70' · Orschmann 73' | Árbitro(s): Barbara Bollenberg         | Árbitro(s): Barbara Bollenberg |

| 25 de junio de 2015, 15:00 | Alemania | 0:4 (0:3) | España                            | Akranesvöllur, Akranes, Islandia |                            |
|                            |          | Reporte   | García 9' 21' 36' · Bonmatí 80+4' | Árbitro(s): Vivian Peeters       | Árbitro(s): Vivian Peeters |

| 25 de junio de 2015, 21:00 | Islandia       | 1:3 (0:1) | Inglaterra                            | Akranesvöllur, Akranes, Islandia |                              |
|                            | Pálsdóttir 66' | Reporte   | Plumptre 28' · Devlin 44' · Allen 78' | Árbitro(s): Ivana Projkovska     | Árbitro(s): Ivana Projkovska |

| 28 de junio de 2015, 21:00 | España                    | 2:0 (1:0) | Islandia | Kópavogsvöllur, Kópavogur, Islandia |                              |
|                            | Guijarro 17' · Sierra 63' | Reporte   |          | Árbitro(s): Ivana Projkovska        | Árbitro(s): Ivana Projkovska |

| 28 de junio de 2015, 21:00 | Alemania                              | 5:0 (2:0) | Inglaterra | Fylkisvöllur, Reikiavik, Islandia |                                |
|                            | Pawollek 2' · Sanders 37' 46' 72' 80' | Reporte   |            | Árbitro(s): Barbara Bollenberg    | Árbitro(s): Barbara Bollenberg |

### Grupo B
| Equipo  | Pts | PJ | PG | PE | PP | GF | GC | Dif |
| ------- | --- | -- | -- | -- | -- | -- | -- | --- |
| Suiza   | 7   | 3  | 2  | 1  | 0  | 5  | 3  | 2   |
| Francia | 6   | 3  | 2  | 0  | 1  | 4  | 2  | 2   |
| Noruega | 4   | 3  | 1  | 1  | 1  | 4  | 4  | 0   |
| Irlanda | 0   | 3  | 0  | 0  | 3  | 0  | 4  | 4   |

| 22 de junio de 2015, 15:00 | Irlanda | 0:1 (0:0) | Francia     | Kópavogsvöllur, Kópavogur, Islandia |                            |
|                            |         | Reporte   | Laurent 65' | Árbitro(s): Vivian Peeters          | Árbitro(s): Vivian Peeters |

| 22 de junio de 2015, 21:00 | Suiza                     | 2:2 (1:1) | Noruega                       | Kópavogsvöllur, Kópavogur, Islandia |                            |
|                            | Reuteler 36' · Jenzer 48' | Reporte   | Kvernvolden 10' · Wilmann 51' | Árbitro(s): Viola Raudziņa          | Árbitro(s): Viola Raudziņa |

| 25 de junio de 2015, 15:00 | Irlanda | 0:1 (0:0) | Suiza       | Laugardalsvöllur, Reikiavik, Islandia |                                  |
|                            |         | Reporte   | Lehmann 55' | Árbitro(s): Graziella Pirriatore      | Árbitro(s): Graziella Pirriatore |

| 25 de junio de 2015, 21:00 | Francia                  | 2:0 (2:0) | Noruega | Laugardalsvöllur, Reikiavik, Islandia |                             |
|                            | Katoto 20' · Fercocq 36' | Reporte   |         | Árbitro(s): Ivana Martinčić           | Árbitro(s): Ivana Martinčić |

| 28 de junio de 2015, 15:00 | Noruega                     | 2:0 (2:0) | Irlanda | Kópavogsvöllur, Kópavogur, Islandia |                            |
|                            | Norem 19' · Kvernvolden 40' | Reporte   |         | Árbitro(s): Viola Raudziņa          | Árbitro(s): Viola Raudziņa |

| 28 de junio de 2015, 15:00 | Francia       | 1:2 (1:0) | Suiza                         | Fylkisvöllur, Reikiavik, Islandia |                                  |
|                            | De Almeida 9' | Reporte   | Reuteler 66' · Stampfli 80+2' | Árbitro(s): Graziella Pirriatore  | Árbitro(s): Graziella Pirriatore |

### Cuadro
|  | Semifinales        | Semifinales        |       |        | Final              | Final              |  |
|  | 1 de julio de 2015 | 1 de julio de 2015 |       |        | 5 de julio de 2015 | 5 de julio de 2015 |  |
|  |                    |                    |       |        |                    |                    |  |
|  |                    |                    |       |        |                    |                    |  |
|  | España (p)         | 1 (4)              |       |        |                    |                    |  |
|  | España (p)         | 1 (4)              |       |        |                    |                    |  |
|  | Francia            | 1 (3)              |       |        |                    |                    |  |
|  | Francia            | 1 (3)              |       | España | 5                  |                    |  |
|  |                    |                    |       | España | 5                  |                    |  |
|  |                    |                    | Suiza | 2      |                    |                    |  |
|  | Suiza              | 1                  | Suiza | 2      |                    |                    |  |
|  | Suiza              | 1                  |       |        |                    |                    |  |
|  | Alemania           | 0                  |       |        |                    |                    |  |
|  | Alemania           | 0                  |       |        |                    |                    |  |
|  |                    |                    |       |        |                    |                    |  |

### Semifinales
| 1 de julio de 2015, 13:00 | España                                             | 1:1 (0:0) (4:3 p.)         | Francia                                             | Valsvöllur, Reikiavik, Islandia |                            |
|                           | Montilla 79'                                       | Reporte                    | Galera 63'                                          | Árbitro(s): Vivian Peeters      | Árbitro(s): Vivian Peeters |
|                           |                                                    | Tiros desde el punto penal |                                                     |                                 |                            |
|                           | Rodríguez · Montilla · Bonmatí · Guijarro · García |                            | Lebastard · Laplacette · Boutaleb · Galera · Katoto |                                 |                            |

| 1 de julio de 2015, 19:00 | Suiza       | 1:0 (0:0) | Alemania | Valsvöllur, Reikiavik, Islandia |                             |
|                           | Arfaoui 80' | Reporte   |          | Árbitro(s): Ivana Martinčić     | Árbitro(s): Ivana Martinčić |

### Final
| 5 de julio de 2015, 18:00 | España                                                                         | 5:2 (2:0) | Suiza                      | Valsvöllur, Reikiavik, Islandia |                                |
|                           | García 6' · Felder 13' (a.g.) · Mégroz 50' (a.g.) · Menayo 64' · Navarro 80+2' | Reporte   | Reuteler 55' · Arfaoui 78' | Árbitro(s): Barbara Bollenberg  | Árbitro(s): Barbara Bollenberg |

| Bandera de España |
| Campeón ESPAÑA    |
| Tercer título     |